# Herb gminy Górzyca
Herb gminy Górzyca – jeden z symboli gminy Górzyca, ustanowiony 9 października 2002.

## Wygląd i symbolika
Herb przedstawia na tarczy koloru złotego dwa skrzyżowane czerwone pastorały skierowane krzywaśniami do środka, a nad nimi srebrna sześcioramienna gwiazda. Jest to herb miejscowości Górzyca, natomiast pastorały nawiązują do historii miejscowości i biskupstwa lubuskiego. 